# Gastronomía del Piamonte
La gastronomía piamontesa (en italiano: Cucina piemontese) es la variedad regional de la gastronomía italiana que tradicionalmente se da en la región del Piamonte, al norte del país. Rodeada de montañas entre las que destacan los Alpes, esta región se sitúa en la parte alta de la llanura padana, con un clima continental típicamente templado, recibe influencias de la cocina mediterránea y de la francesa. Por su clima, agricultura e historia, la región cuenta con una gran tradición culinaria, abundante en platos y productos típicos, que van desde productos comercializados, como embutidos y quesos, hasta recetas caseras.

## Características

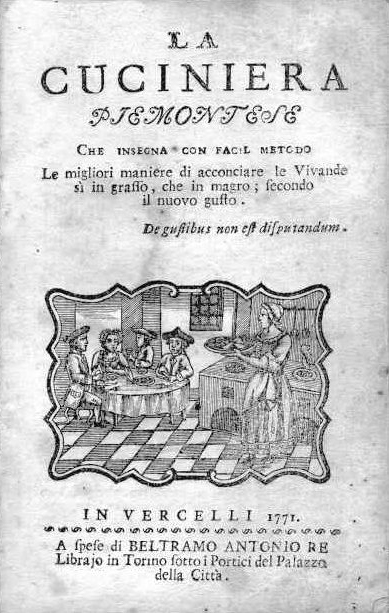
Portada del libro La cuciniera piemontese, publicado en 1771 en Vercelli

Es una cocina muy variada, que gira en torno a ingredientes como la carne de ternera, el vino (frecuentemente utilizado en la cocción), la mantequilla (empleada para suavizar sabores fuertes), la trufa, la caza, los peces de agua dulce, el arroz y verduras como los pimientos, cardos y puerros. Recibe influencias de la cocina francesa, reflejadas especialmente en la importancia de los aperitivos, una serie de platos que preceden al primer plato tradicional y que buscan abrir el apetito. En Francia, estos platos suelen ser menos numerosos y se denominan entrées. Entre los aperitivos destacan los pimientos con salsas, la carne cruda all'albese, la ensalada de hongos y trufas, el vitello tonnato, y una gran variedad de embutidos y quesos, como el bruss, el Bra, el bettelmatt y el castelmagno.
El aceite y las anchoas, provenientes de Liguria, se usan para elaborar platos como la bagna càuda, uno de los más característicos del Piamonte. Entre los primeros platos se encuentran los agnolotti, rellenos de carne de res, salchicha, col y trufa, servidos al natural o con mantequilla y salvia o ragú; los gnocchi alla bava, y los tajarin, frecuentemente acompañados de aceite y trufa. También son destacables los platos a base de arroz, un producto introducido relativamente tarde (entre la Edad Media y la moderna), y que se emplea en platos tradicionales de Lomellina, Vercelli y Novara, como la paniscia y el risotto con ranas.
La carne de ternera es la base de muchos platos principales tradicionales, como el fritto misto (que incluye carne, vísceras, verduras, sémola dulce y amaretti), el vitello tonnato, el brasato al barolo, el bollito misto (acompañado del bagnet verd de anchoas y perejil y del bagnet ross picante) y la finanziera (una receta compleja que incluye ternera, vísceras y setas enharinadas y cocinadas en mantequilla). Otros platos notables incluyen el famoso pollo alla Marengo con setas y el tapulon de asno.
Los postres son igualmente importantes, a menudo elaborados con avellanas y cacao, como el chocolate caliente, los gianduiotti, los baci di dama, los savoiardi, los amaretti y muchas otras variedades de galletas. El Piamonte es además una tierra de vinos célebres, como el barolo, el arneis, la barbera y muchos más.

## Productos típicos
El Ministerio de Políticas Agrarias, Alimentarias y Forestales de Italia (mipaaf), en colaboración con la Región del Piamonte, ha reconocido 341 productos piamonteses como «tradicionales», lo que la convierte en la sexta región italiana en cantidad de productos reconocidos, por detrás de Campania, Toscana, Lazio, Emilia-Romaña y Véneto.

### Panes

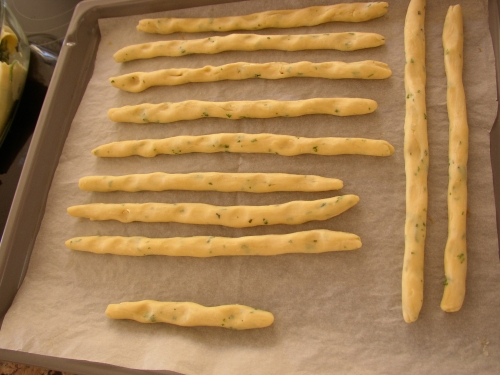
Grissini

El pan (pane) es un alimento fundamental y cotidiano de la dieta piemontesa, al igual que en toda Europa.
Algunos panes son:
- Biova
- Ghërsin (grissini), en sus versiones robatà e stirà.

### Embutidos
Los embutidos (salumi e insaccati) en la gastronomía piamontesa, suelen servirse como aperitivo (antipasti).
- Bodin
- Frisse
- Grive
- Salame cotto
- Salame della rosa
- Salame di cinghiale
- Salame di fegato
- Salame mica della Val di Susa
- Salame di giora
- Salame di patate
- Salame di turgia
- Salame d'la doja
- Salame d'oca
- Salami al barolo
- Salsiccia di Bra
- Salsiccia secca di Carmagnola

### Quesos
En el Piamonte, la mayoría de quesos (formaggi) son de vaca, aunque algunos son de oveja, cabra o mezcla.
- Bettelmatt
- Bra
- Bruss
- Castelmagno
- Cevrin di Coazze
- Escarun
- Frachet
- Gorgonzola
- Maccagno
- Murazzano
- Murianengo
- Paglierina
- Plaisentif
- Raschera
- Robiola
- Robiola di Cocconato
- Robiola di Roccaverano
- Salignon
- Seirass
- Testun
- Tome
- Tomini

## Platos típicos

### Entrantes (antipasti)
Algunos entrantes (antipasti) famosos en el Piamonte son:
- Anchoas (acciughe), dissalate e messe sott'olio, o tomini al bagnet verd o al bagnet ross
- Ensalada de pollo a la piamontesa (insalata di pollo alla piemontese), que incluye pechuga de pollo cocida en caldo, cortada en trozos y condimentada con una salsa de anchoas desaladas y deshuesadas, aceite de oliva, mostaza y zumo de limón
- Batsoà
- Carne cruda all'albese
- Carne in carpione
- Caponèt
- Cognà
- Giardiniera
- Insalata di nervetti
- Mocëtta
- Peperoni con la Bagna càuda
- Tartare
- Salsiccia di Bra
- Subric di patate
- Tinche o altri pesci in carpione
- Tomini elettrici
- Tonno di coniglio
- Trippa di Moncalieri
- Vitello tonnato
- Zucchine fritte in carpione

### Primeros platos (primi piatti)
- Agnolotti
- Agnolòt dël plin
- Gnocchi al Castelmagno
- Lasagne al sangue
- Macaron del frèt
- Panissa
- Pasta con le acciughe

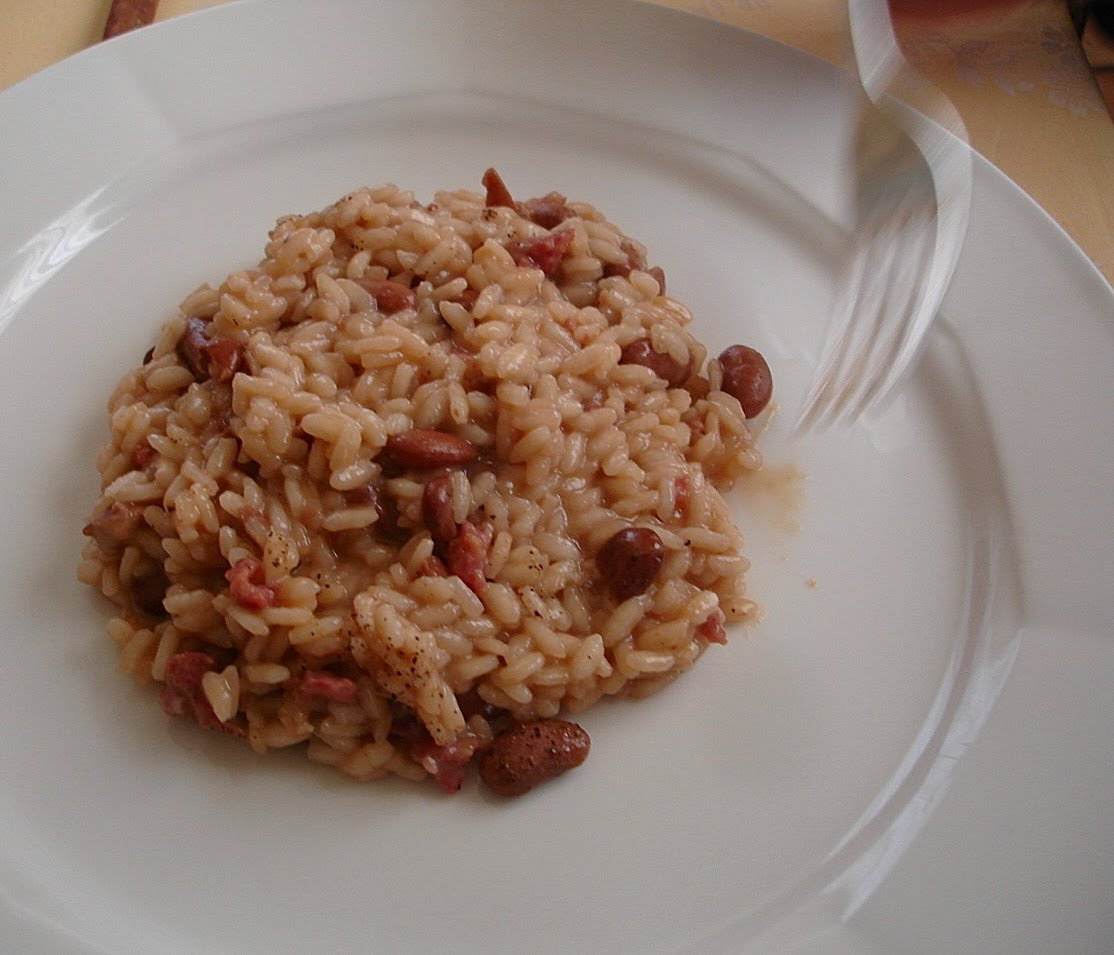
Panissa vercellese

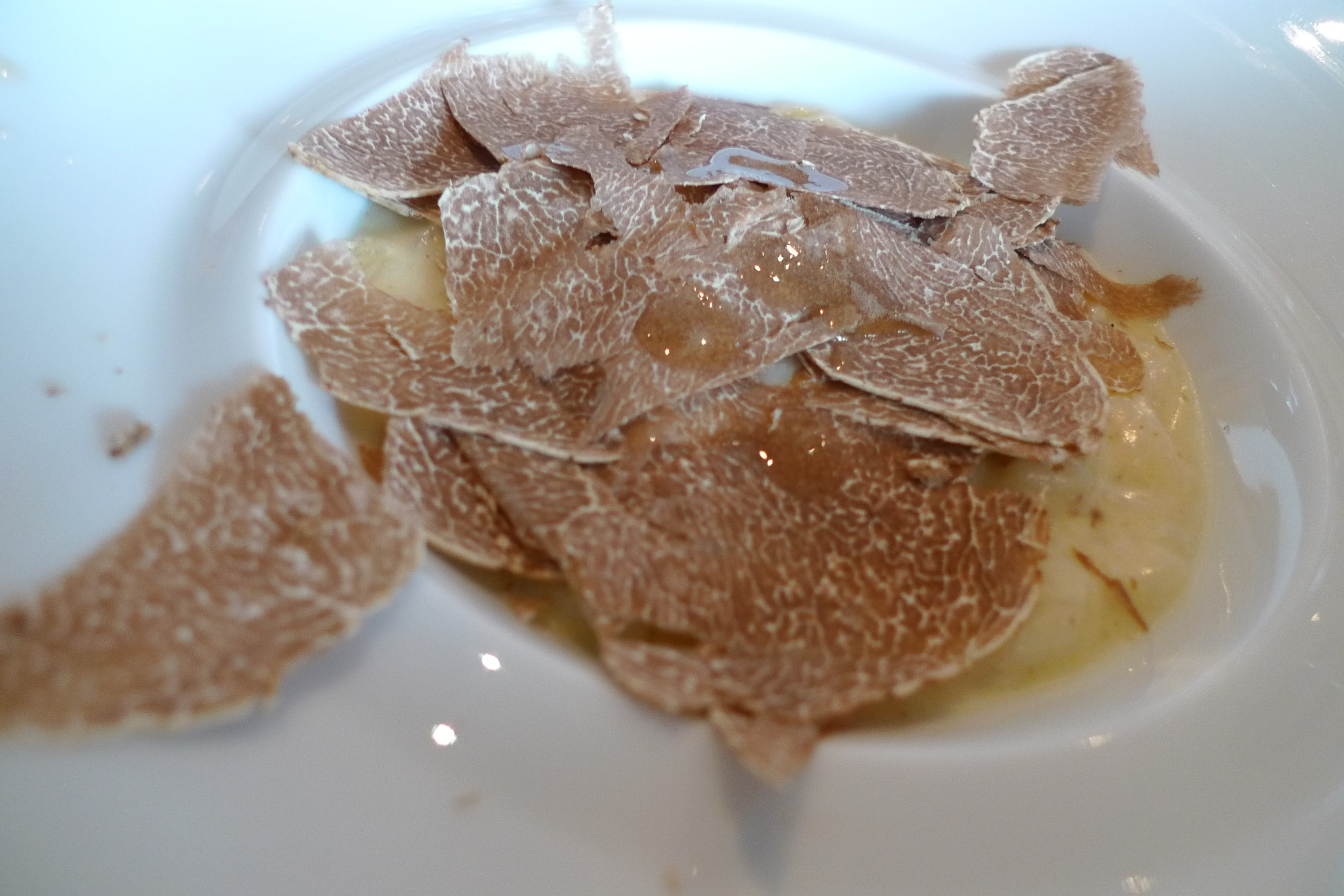
Risotto con trufa blanca de Alba

- Polenta concia (polenta con formaggio)
- Polenta saracena
- Risotto ai formaggi
- Risotto al barolo
- Risotto alle urtie (ortiche)
- Risotto con le rane
- Tajarin (tagliatelle all'uovo fatte a mano)
- Minestra maritata
- Zuppa mitonata

### Segundos platos
- Agnello sambucano
- Bollito misto
- Brasato al barolo
- Cappone
- Cervo al civet
- Coniglio grigio di Carmagnola
- Fërse
- Finanziera
- Frittata di luvertin
- Frittata con le ortiche
- Fritto misto alla piemontese
- Gallina di Saluzzo
- Lumache di Cherasco
- Miroton
- Paletta
- Porcini fritti
- Puccia
- Rane di risaia
- Tapulon

### Salsas
- Agliata verde
- Bagnet verd
- Bagnet ross
- paté di olive nere

### Postres y dulces
- Amaretti di Mombaruzzo
- Baci di dama
- Baci di gallina (Alessandria)
- Biciulan
- Bonèt
- Brut e bon
- Canestrelli
- Cannoli piemontesi
- Cariton
- Cavagnolese
- Cevese
- Coppa sabauda
- Copeta
- Cuneesi al rum
- Diablottini
- Finocchini
- Focaccia di Chieri
- Focaccia di Susa

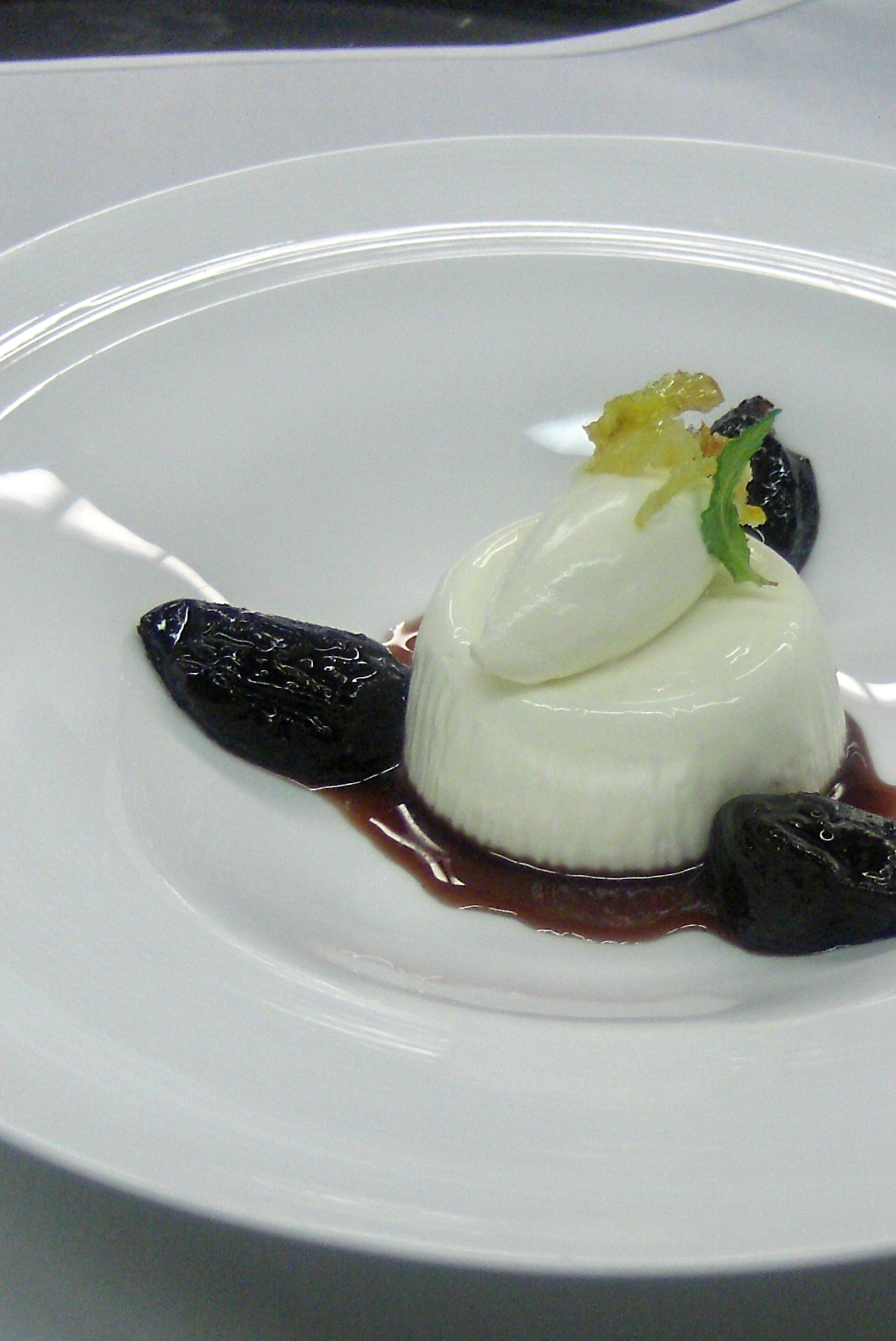
Panna cotta

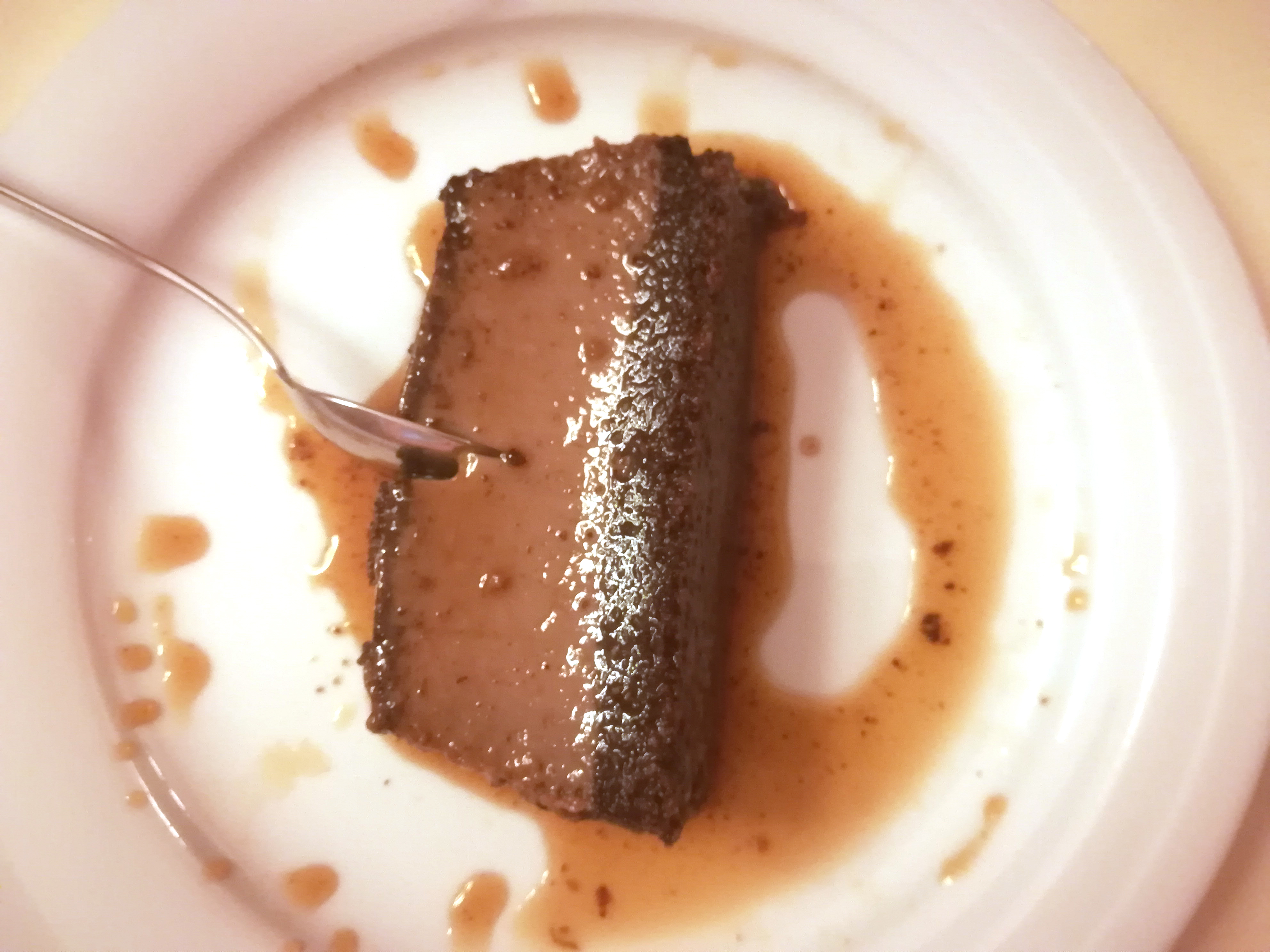
Bonèt

- Fricieuj ëd pom (frittelle di mele)
- Fugassa d’la Befana
- Gianduiotti
- Krumiri
- Marron glacé
- Meringa alla panna e meringata (torta)
- Mon ëd Mongardin
- Nocciolini di Chivasso
- Paste di meliga
- Pere al vino
- Petit four
- Squiccia
- Tapít
- Torcèt (torcetti)
- Torta di castagne e castagnaccio
- Torta di nocciole (tonda gentile delle Langhe)
- Torta gianduia
- Torrone di nocciole
- Persi pien (pesche ripiene)
- Umbertino
- Torta 900
- Timballo di Martin Sec
- Zabaione